# Lijst van wadi's in Djibouti
Dit is een lijst van wadi's in Djibouti. De wadi's (rivierdalen die regelmatig droogvallen) zijn geordend naar drainagebekken en de opeenvolgende zijstromen zijn ingesprongen weergegeven onder de naam van elke hoofdstroom.

## Bab el Mandeb
- We'ima
  - Alailou
  - Essulou
- Ga'lale
  - Boussali
- Goutoi (Kadda Dola)
- Soudi

## Golf van Tadjoura
- Obock
- Sadai
- Ambado
- Ambouli
- Deydey
- Beyadé
  - Ouâhayyi

## Danakilwoestijn
- Gabone
- Kalou (stroomt in het Assalmeer)
- Hanlé
- Degbour (stroomt in het Abbemeer)